# Вулиця Кадетський гай
Ву́лиця Каде́тський гай — вулиця у Солом'янському районі міста Києва, місцевості Чоколівка, Турецьке містечко. Пролягає від вулиці Івана Пулюя до кінця забудови (переходить в безіменну дорогу, що сполучає «Турецьке містечко» із вулицею Петра Радченка). 

## Історія
Вулиця виникла 1993 року під час будівництва невеликого мікрорайону (офіційної назви не має, здобув народну назву «Турецьке містечко») для колишніх військовослужбовців групи військ «Німеччина», що повернулися в Україну на початку 1990-х років.
Назву отримала 1994 року від місцевості Кадетський гай — колишнього гаю, що був розташований між залізницею Київ — Фастів та Повітрофлотським проспектом (вирубаний у 1918—1920 роках, невелика частина збереглася, більша — забудована).
8 жовтня 2022 року відкритий новий тролейбусний маршрут № 35 від вулиці Кадетський гай до проспекту Свободи. 